# Turgutreis

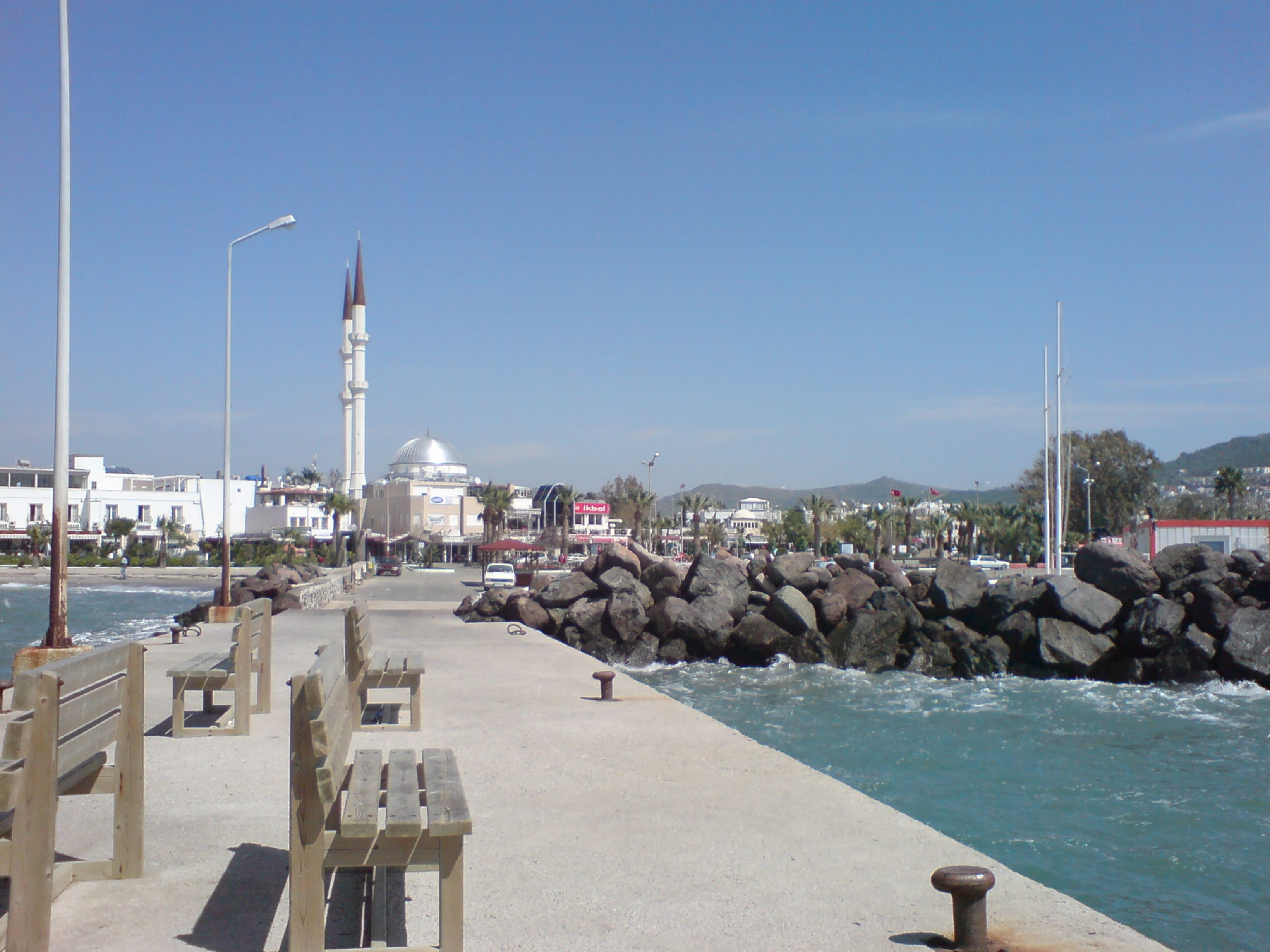
Il lungomare di Turgutreis

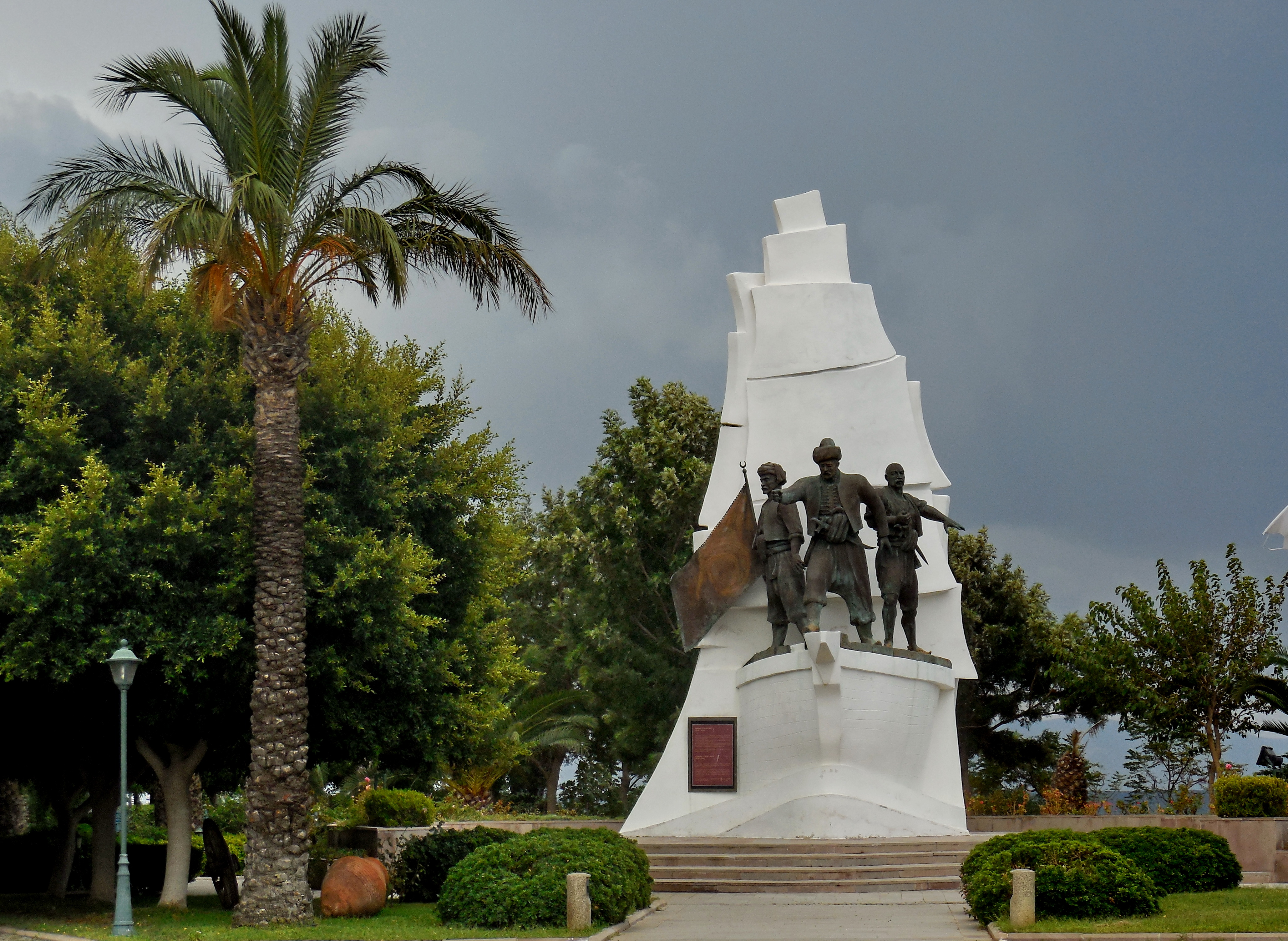
Monumento in onore di Turgut Reis

Turgureis è una città e località balneare sul Mare Egeo della Turchia sud-occidentale, facente parte della provincia di Muğla e del distretto di Bodrum e situata nella penisola di Bodrum, lungo il tratto di costa noto come "Riviera turca" o "Costa turchese". È il secondo maggior centro della penisola dopo Bodrum.

## Geografia

### Territorio
Turgureis si trova lungo la costa sud-occidentale della penisola di Bodrum a ovest della città di Bodrum e a sud di Gümüşlük e Yalıkavak.  Da Bodrum dista circa 20 km e da Gümüşlük 7 km.

## Origini del nome
Turgureis deve il proprio nome a un illustre cittadino locale, l'ammiraglio ottomano Turgut Reis (1485-1565).

## Storia
Originariamente chiamata Karatoprak, la località cambiò il proprio nome in onore di Turgut Reis nel 1972.

## Monumenti e luoghi d'interesse

### Aree naturali
A Turgutreis si trova una spiaggia della lunghezza di 5 km.

## Società

### Evoluzione demografica
Al censimento del 2012, Turgutreis contava una popolazione pari a 20 324 abitanti, in maggioranza (10227) di sesso maschile.

## Economia

### Turismo
Un tempo Turgutreis era frequentata dagli appassionati di immersioni.

## Infrastrutture e trasporti
A Turgutreis è attivo un servizio di traghetti che collega la località con Bodrum e con l'isola greca di Kos.